# Heinz Fenrich
Heinz Fenrich est un homme politique de la CDU, maire depuis 1998 de la ville de Karlsruhe en Allemagne.